# Nijō Tennō
Nijō Tennō (二条天皇?) (31 de julio de 1143 – 5 de septiembre de 1165) fue el 78.º emperador de Japón, según el orden tradicional de sucesión. Reinó entre los años 1158 y 1165. Antes de ser ascendido al Trono de Crisantemo, su nombre personal (imina) era Príncipe Imperial Morihito (守仁親王 Morihito-shinnō?).

## Genealogía
Fue el hijo mayor de Go-Shirakawa Tennō y padre del Rokujō Tennō.
Su esposa fue Fujiwara Masuko (1140 – 1201), quien también fue esposa de Konoe Tennō. Fue llamada posteriormente como Emperatriz Viuda Omiya.

## Biografía
El Príncipe Imperial Morihito fue proclamado heredero del Emperador Go-Shirakawa. En 1158, a la edad de quince años, asume el trono tras la abdicación de su padre, y es nombrado como el Emperador Nijō. No obstante, durante su reinado, la administración estaba a cargo del Emperador Go-Shirakawa, quien fungía como Emperador Enclaustrado.
En 1165, el emperador sufre una enfermedad y decide abdicar a favor de su hijo, el Emperador Rokujō. Fallece poco después a la edad de 22 años.

## Kugyō
Kugyō (公卿) es el término colectivo para los personajes más poderosos y directamente ligados al servicio del emperador del Japón anterior a la restauración Meiji. Eran cortesanos hereditarios cuya experiencia y prestigio les había llevado a lo más alto del escalafón cortesano.
- Kanpaku: Konoe Motozane (1143 – 1166)[6]
- Sadaijin: Konoe Motozane[6]
- Udaijin:
- Nadaijin:
- Dainagon:

## Eras
- Hōgen (1156 – 1159)
- Heiji (1159 – 1160)
- Eiryaku (1160 – 1161)
- Ōhō (1161 – 1163)
- Chōkan (1163 – 1165)

## Sucesión
| Predecesor: Go-Shirakawa Tennō | Emperador de Japón 1158 - 1165 | Sucesor: Rokujō Tennō |

- Datos: Q440149
- Multimedia: Emperor Nijō / Q440149